# Sincowo (rejon bieżanicki)
Sincowo (ros. Синцово) – wieś (ros. деревня, trb. dieriewnia) w zachodniej Rosji, w osiedlu wiejskim Polistowskoje rejonu bieżanickiego w obwodzie pskowskim.

## Geografia
Miejscowość położona jest w pobliżu jeziora Dułowo, 22 km od centrum administracyjnego osiedla wiejskiego (Krasnyj Łucz), 30,5 km od centrum administracyjnego rejonu (Bieżanice), 156 km od stolicy obwodu (Psków).

## Demografia
W 2020 r. miejscowość nie posiadała mieszkańców.